# Carpathonesticus eriashvilii
Carpathonesticus eriashvilii là một loài nhện trong họ Nesticidae.
Loài này thuộc chi Carpathonesticus. Carpathonesticus eriashvilii được Yuri M. Marusik miêu tả năm 1987.